# 더미니멀리스트

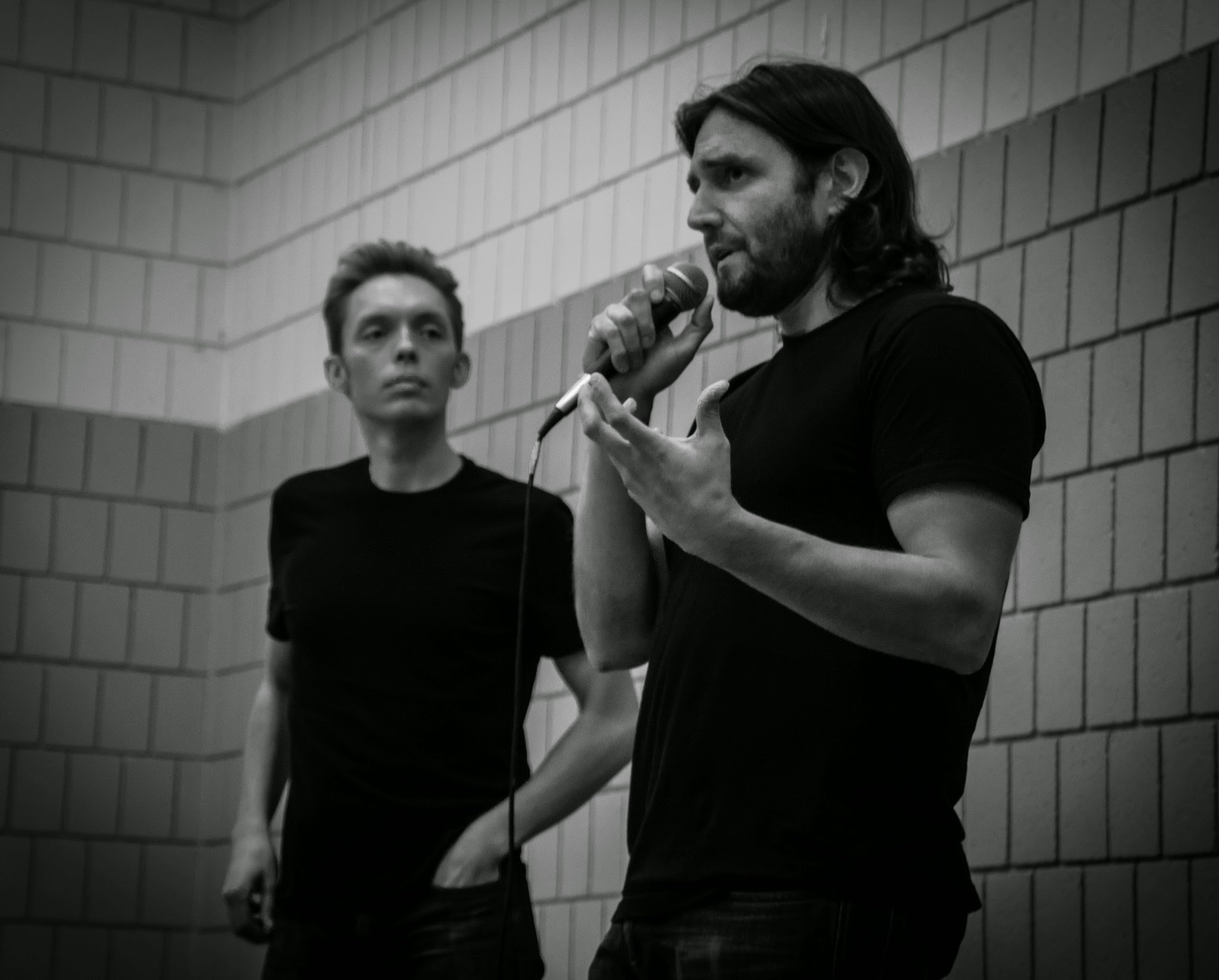
The Minimalists

The Minimalists는 미국의 미니멀리스트 작가 듀오인 조슈아 필즈 밀번(Joshua Fields Millburn)과 라이언 니커디머스(Ryan Nicodemus)가 운영하는 미디어 프로젝트이다. 이들은 2010년경 미니멀리즘을 주제로 한 블로그를 시작하면서 대중적 주목을 받았으며, 이후 저서, 다큐멘터리, 팟캐스트 등을 통해 활동 영역을 확장하였다.
조슈아 필즈 밀번과 라이언 니커디머스는 미국 오하이오주 데이턴에서 성장하였으며, 젊은 시절부터 대기업에서 커리어를 쌓았다. 그러나 이후 물질적 성공에 대한 회의감을 느끼고, 삶의 방식에 변화를 모색하는 과정에서 미니멀리즘을 수용하게 되었다. 이들은 불필요한 물건, 관계, 습관, 디지털 자극 등을 제거하고 삶에서 중요한 요소에 집중하는 방식을 실천하며 이를 글과 영상 콘텐츠로 전달하였다.
이들은 "TheMinimalists.com"이라는 웹사이트를 운영하면서 블로그 형식으로 자신의 경험과 철학을 정리하였다. 이후 여러 권의 책을 출간하였다. 대표 저서로는 'Minimalism: Live a Meaningful Life'(2011), 'Everything That Remains'(2014), 'Essential'(2015), 'Love People, Use Things: Because the Opposite Never Works'(2021) 등이 있다. 이 저서들은 자전적 이야기와 실천 지침을 혼합한 형태로 구성되어 있다.
2016년 넷플릭스를 통해 공개된 다큐멘터리 'Minimalism: A Documentary About the Important Things'는 The Minimalists가 주연 및 공동 제작자로 참여한 작품으로, 미국 내외의 미니멀리스트 실천자들과 전문가의 인터뷰를 통해 미니멀리즘의 개념과 사례를 소개하였다. 이후 2021년에는 두 번째 다큐멘터리인 'The Minimalists: Less Is Now'가 넷플릭스를 통해 방영되었다. 이 작품은 The Minimalists 본인의 삶을 중심으로 미니멀리즘을 해석한 다큐멘터리이다.
The Minimalists는 또한 팟캐스트인 'The Minimalists Podcast'를 진행하며 다양한 사회문화적 주제에 대해 논의하였다. 이 팟캐스트는 청취자 질문에 답변하는 형식을 취하며, 단순한 소비 문제를 넘어서 인간관계, 직업, 정신건강, 기술 사용 등 미니멀리즘을 적용할 수 있는 다양한 주제를 다룬다.
The Minimalists의 활동은 미니멀리즘이라는 개념이 미국을 중심으로 대중문화 속에 확산되는 데 일정한 영향을 미쳤다는 평가가 있다. 이들은 투어 형식의 강연을 진행하고, 자체 제작 콘텐츠를 통해 온라인 커뮤니티를 형성하였다. 이들이 주장하는 미니멀리즘은 단순히 물건을 줄이는 것을 넘어, 가치 기반의 삶, 목적 있는 선택, 생활의 단순화 등을 포함한다.
일부 비평가들은 The Minimalists가 제시하는 삶의 방식이 일정한 경제적 기반 위에서 가능하다는 점을 지적하며, 미니멀리즘이 사회구조적 맥락보다는 개인적 실천에 초점을 맞추고 있다는 한계를 제기하였다. 또한 그들이 제시하는 미니멀리즘이 서구 중산층의 경험에 기반하고 있으며, 다른 문화적·경제적 배경에서는 그대로 적용되기 어렵다는 점도 지적되었다.
The Minimalists는 2010년대 이후 미국과 유럽을 중심으로 확산된 미니멀리즘 운동의 대표적 사례 중 하나로 평가되며, 미디어를 통해 지속적으로 활동하고 있다.